# El retorno del hombre lobo
El retorno del hombre lobo és una pel·lícula de terror espanyola del 1981 que és la novena d'una sèrie de 12 pel·lícules sobre l'home llop comte Waldemar Daninsky, interpretat per Paul Naschy.   També se'l coneix coma nivell internacional The Craving i Night of the Werewolf.
La pel·lícula es va estrenar per primera vegada a les sales espanyoles l'abril de 1981, i més tard es va veure al Festival Fantasporto de 1982. La pel·lícula es va estrenar als cinemes als Estats Units com a The Craving el 1985, després es va estrenar en vídeo com a The Craving, i més recentment en DVD com a Night of the Werewolf. Shout Factory també el va publicar en Blu-ray com a part del seu conjunt "Paul Naschy Collection".
La pel·lícula tenia un pressupost molt més gran que les anteriors produccions d'home-llop Naschy. Àngel Luis de Diego es va ocupar del maquillatge d'home llop i dels efectes especials. Naschy va seguir amb una desena pel·lícula sobre homes llop, La bestia y la espada mágica.

## Argument
A l'Hongria del segle XVI, l'home llop Waldemar Daninsky és condemnat a ser executat juntament amb la seva amant satànica Elisabet Bathory i el seu aquelarre de bruixes. Com que és gairebé impossible matar-lo de veritat, es troba en una mena de mort viva, amb un punyal de plata al cor i una màscara de ferro col·locada a la cara per evitar que mossegui. Segles més tard, dos lladres de tombes li treuen la daga del pit i Daninsky torna a la vida i permet que un grup de noies universitàries que viatgen es quedin al seu castell.
Una de les noies localitza la tomba de la Comtessa Bathory i és obligada hipnòticament per la Comtessa a realitzar un ritual sagnant que la torna a la vida. Daninsky s'enamora d'una de les noies anomenades Karen, i quan s'adona que la comtessa ha estat reviscolada i està vampiritzant els habitants de la zona, es torna contra la seva antiga amant i els seus esclaus vampirs per salvar la Karen.
El final de la pel·lícula presenta una batalla clàssica a la cripta entre Daninsky i Bathory, i ell acaba mossegant la gola al vampir. Ara fora de control, ell mossega la Karen, però quan mor, ella aconsegueix apunyalar Daninsky pel cor de nou amb la daga de plata, acabant així amb la maledicció de l'home que estima.

## Repartiment
- Paul Naschy com a Waldemar Daninsky
- Julia Saly com a Elisabet Bathory, una malvada comtessa
- Silvia Aguilar com Erika
- Azucena Hernández com a Karen
- Beatriz Elorrieta com a Mircaya
- Pilar Alcon com a Bàrbara
- Ramon Centenero com El Professor
- Ricardo Palacios com a Veres, un lladre de tombes
- Rafael Hernández com a Yoyo, un lladre de tombes
- Pepe Ruiz com a Bandit
- Tito García com a Bandit
- David Rocha com a Bandit
- Luis Barboo com a Sandy – Bandit